# بوت إنترنت
بوتات الإنترنت (بالإنجليزية: Internet Bot)، تعرف أيضاً باسم الكريرات أو روبوتات الويب أو روبوتات الشبكة العالمية أو ببساطة بوتات، وهي برامج تقوم بعمل مهام تلقائية على الإنترنت. وعادة تقوم البوتات بإجراء مهام بسيطة ومركبة بصورة متكررة، بمعدل أعلى مما يمكن أن يقوم به الإنسان وحده. الاستعمال الأكبر للبوتات هو فهرسة صفحات الإنترنت، حيث يقوم برنامج بجلب وتحليل المعلومات من خوادم الويب تلقائياً بسرعة أعلى من سرعة الحاسوب، كل خادم بالإمكان احتوائه على ملف يسمى robots.txt، يحتوي على قواعد لفهرسة هذا الخادم وعلى البوت طاعتها، هذا الملف هو ببساطة نص يذكر القواعد التي تحكم سلوك البوت على ذلك الخادم.

## البوتات السيئة
الروبوت السيئ (بالإنجليزية: Bad Bot) هو برنامج آلي ذو غرض ضار. يُسبب ضررًا بالمستخدمين الحقيقيين تكون هذه هجمات هذهِ البوتات أكثر خطورة، بحيث يتم كشف معلومات الأشخاص من مواقع الويب لاقتحام حساباتهم أو تسريب بياناتهم الحساسة. غالبًا ما تتصرف الروبوتات السيئة مثل الأشخاص الحقيقيين أو البرامج العادية غير الضارة، ونتيجةً لذلك، فقد أصبحت شائعة بشكل مثير للصدمة على الرغم من عدم احتلالها عناوين الأخبار كما تفعل بعض الهجمات الأخرى.
في عام 2022 أكدَّ فريق شركة إمبيرفا أن 27.7٪ من حركة المرور على الإنترنت تَمَّت بواسطة روبوتات سيئة. وصَرَّحَ الفريق: «أصبحت هذه الروبوتات السيئة الآن أكثر تقدمًا ومراوغة من أي وقت مضى، حيث تحاكي السلوك البشري بطرق تجعل اكتشافها ومنعها أكثر صعوبة» وأضافت المخاطر التي تسببت بها هذه البرامج.

## تطوير البوتات الاجتماعية
إن بوتات الشبكات الاجتماعية عبارة عن مجموعات من الخوارزميات التي تتولى واجبات مجموعات التعليمات المتكررة من أجل إنشاء خدمة أو اتصال بين مستخدمي الشبكات الاجتماعية. تختلف التصميمات المختلفة لبوتات التتبع الشبكية من برامج الدردشة، والخوارزميات المصممة للتحاور مع مستخدم بشري، إلى البوتات الاجتماعية، الخوارزميات المصممة لتقليد السلوكيات البشرية للتحدث مع الأنماط السلوكية المشابهة لنمط المستخدم البشري.